# Cataratas Khone Phapheng
Las cataratas Khone Phapheng o bien cataratas de Khone y Pha Pheng  (en lao: ຂກົກນເກະ ຜກະ ຜເກະງ) son unas cascadas situadas en la provincia de Champasak, en el río Mekong, al sur del país asiático de Laos, cerca de la frontera con Camboya. Las cataratas Khone son las más grandes en el sureste de Asia y constituyen la razón principal de que el Mekong no sea completamente navegable en China. Las cataratas se caracterizan por sus miles de islas y canales innumerables, recibiendo la zona el nombre de "Si Phan Don" o "Las 4000 islas". 
La más alta llega a caer unos 21 metros (69 pies); la sucesión de rápidos se extiende 9,7 kilómetros (6,0 millas) sobre la longitud del río.